# Future Rapid Effect System
Future Rapid Effect System är ett projekt som syftar till att modernisera delar av den brittiska armén. Syftet är att byta ut en del äldre fordon som går under följande beskrivningar: Saxon wheeled APC, tracked FV432, CVR(T)-fordon. Ett av villkoren för de förslag som läggs fram, är att fordonen måste gå att transportera med ett mindre flygplan. Följande tillverkare har blivit uttagna för ytterligare prövningar innan slutlig beställning:
- Boxer MRAV från Artec.
- Piranha V från General Dynamics UK.
- VBCI, från Nexter (Renault).